# Signare

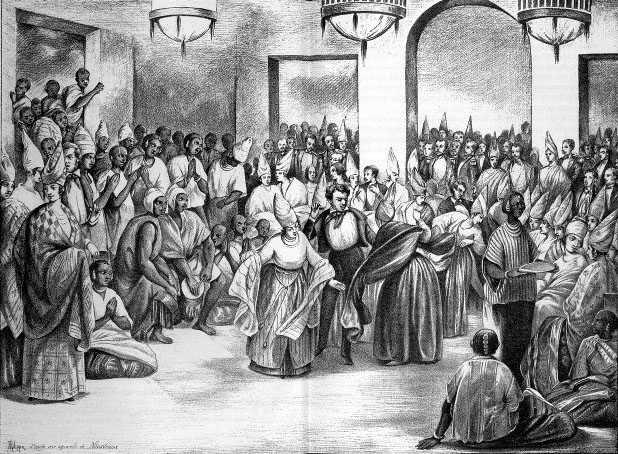
Signare

Signarer (signara = från det portugisiska senhora) var kvinnor på ön Gorée i Franska Senegal som var avkomlingar till fransmän och afrikanska kvinnor under 1700- och 1800-talet. De spelade en viss roll i Transatlantiska slavhandeln. 
Signarer tillhörde en till hälften europeiserad blandbefolkning på ön Gorée utanför Franska Senegal, avkomlingar av fransmän och afrikanska kvinnor. De fransmän som tjänstgjorde i kolonin brukade inte bosätta sig där utan återvända till Frankrike då deras tjänstgöringstid var slut. Under sin tid i kolonin kunde de ingå en form av lokalt äktenskap med en signare. Detta erkändes av katolska kyrkan. 
Signarekvinnorna hade en viktig roll i den Transatlantiska slavhandeln, som hade Gorée som en av sina utgångspunkter, och de sysslade ofta med slavhandel och jordbruk och kunde förse sina makar med viktiga affärskontakter. I utbyte fick de mannens sociala status. När fransmannen återvände till Frankrike, kunde signaren gifta om sig med en afrikan. Många signarer har blivit lokala berömdheter, och de utgör en viktig del av Gorées historia. De mest välkända signarorna var Anne Pépin och hennes brorsdotter Anna Colas Pépin.
Signarorna i franska Afrika motsvarades i portugisiska områden av de afrikanska och euroafrikanska affärskvinnor som kallades senora i Gambia och nhara i Guinea-Bissau, och som hade en liknande roll som mellanhänder mellan européer och afrikaner inom handel och informell diplomati mellan 1600- och 1800-talen.  Bland de mest kända nharorna fanns Bibiana Vaz och Aurelia Correia. Även i engelskdominerade områden fanns motsvarigheter till dessa kvinnor.